# Noam Yaacov
Noam Yaacov (hebräisch נועם יעקוב; * 20. Oktober 2004 in Kopenhagen) ist ein israelisch-dänischer Basketballspieler.

## Werdegang
Yaacov, Sohn einer dänischen Mutter und eines israelischen Vaters, der Basketballtrainer war, wuchs im Großraum Kopenhagen auf und spielte im Jugendbereich der Vereine Virum Basketball Klub, Hørsholm Basketball Klub und BMS Herlev. Mit 13 Jahren zog er nach Israel zu seinen Großeltern, um seine Basketballentwicklung voranzubringen und spielte drei Jahre im Nachwuchsbereich des Vereins Hapoel Emek Hefer.
2021 wechselte Yaacov zum französischen Erstligisten ASVEL Lyon-Villeurbanne und erhielt einen Vertrag bis 2025. Er wurde ausschließlich in ASVELs Nachwuchsmannschaft eingesetzt, Anfang Januar 2023 kam er mittels Leihabkommen zu Hapoel Jerusalem und gab dort seinen Einsatz in der höchsten Spielklasse Israels. Zur Saison 2023/24 ging er zu ASVEL zurück und wurde Mitglied der Profimannschaft.
Im Sommer 2024 kehrte er nach Israel zurück und wurde Mitglied von Hapoel Tel Aviv. Im April 2025 gewann Yaacov mit Hapoel den europäischen Wettbewerb Eurocup. Nach dem Ende der Saison 2024/25 verließ Yaacov Tel Aviv und nahm ein Angebot des BC Ostende aus Belgien an.

### Nationalmannschaft
Yaacov nahm mit Israels Auswahl an der U18-Europameisterschaft 2022 teil und erzielte bei dem Turnier mit 19,3 Punkten je Begegnung den zweithöchsten Wert aller Spieler. Im Februar 2023 gab er seinen Einstand in der israelischen Herrennationalmannschaft. Bei der U20-Europameisterschaft im Sommer 2023 erreichte er mit der israelischen Auswahl das Endspiel, welches gegen Frankreich verloren wurde, obwohl Yaacov 31 Punkte erzielte.